# سوبابل (سرده)
سوبابل (نام علمی: Leucaena) نام یک سرده از زیرخانواده کهوریان است.